# Destino final 2
Destino final 2 (título original en inglés, Final Destination 2) es una película de terror sobrenatural estadounidense dirigida por David R. Ellis. El guion fue escrito por J. Mackye Gruber y Eric Bress, basado en una historia de Gruber, Bress y el creador de la serie, Jeffrey Reddick. Es la secuela de Destino final y la segunda entrega de la serie de películas de Destino final.
Después del éxito financiero de Destino final, New Line Cinema contactó a Reddick con respecto a los planes para una secuela. Como el equipo original de la película no estaba disponible, New Line Cinema reemplazó a la mayoría del equipo de producción. La filmación tuvo lugar en Vancouver y el lago Okanagan. La película fue estrenada el 28 de enero de 2003, así como en DVD el 19 de julio de 2003:, que incluye comentarios, escenas eliminadas, documentales y vídeos.
La película recibió críticas mixtas de los críticos; donde las críticas negativas calificaron a la película como "tonta e ilógica" y "comienza con la misma premisa defectuosa" de su precursora, mientras que las críticas positivas elogiaron la película como "una auténtica sacudida para los fanáticos del horror", "reconoce la estrecha relación entre el susto y la risa" y "sorprendentemente, es una buena diversión para la cosecha actual de películas de terror". La película recaudó $46,7 millones a nivel nacional y $43,2 millones en el extranjero, ganando $90,9 millones a nivel internacional, convirtiéndola en la película de menor recaudación en la franquicia de Destino final. Aun  así se consideró un éxito comercial, pues triplico su presupuesto, el cual era de $25 millones de dólares. También fue nominada para cuatro premios, incluido el Premio Saturn a la Mejor película de terror.

## Argumento
Un año después de la explosión del vuelo 180, la estudiante universitaria Kimberly Corman se dirige desde Nueva York a Daytona Beach, Florida, para pasar las vacaciones de primavera con sus amigos, Shaina McKlank, Dano Estevez y Frankie Whitman. En el camino, Kimberly tiene la premonición de que unos troncos caerán de un camión articulado, causando un masivo accidente automovilístico en la Ruta 23. Asustada, estaciona su auto en la entrada a la carretera, impidiendo que varias personas ingresen, incluyendo al ganador de la lotería, Evan Lewis; la viuda Nora Carpenter y su hijo de quince años, Tim; la empresaria Kat Jennings; el drogadicto Rory Peters; la embarazada Isabella Hudson; el profesor de secundaria Eugene Dix y el oficial de policía Thomas Burke. Mientras el oficial Burke interroga a Kimberly, el accidente ocurre, ante la sorpresa de todos. Casi de inmediato Shaina, Dano y Frankie fallecen cuando el auto es embestido por un camión, pero Kimberly es salvada en el último segundo por el oficial Burke. 
Los sobrevivientes son llevados a la estación de policía, donde son interrogados por lo sucedido y Kimberly les cuenta lo ocurrido con el Vuelo 180 y lo sucedido con quienes bajaron del avión, aunque todos se muestran escépticos y acaban siendo liberados después. Más tarde, un extraño accidente provoca un incendio en el departamento de Evan, del cual apenas escapa vivo; pero se resbala y la escalera de incendios se cae, atravesando su ojo. 
La noticia de su muerte sorprende a algunos de los sobrevivientes. Mientras tanto, Burke investiga acerca de los sobrevivientes del vuelo 180, descubriendo que todos ellos, excepto Clear Rivers, murieron en accidentes extraños. Kimberly, por su parte, visita a Clear Rivers, la última sobreviviente del vuelo 180, que ahora está encerrada voluntariamente en un hospital psiquiátrico. 
Habiéndose resignado a pasar el resto de su vida eludiendo la muerte tras el fallecimiento de Alex, Clear se niega a ayudar, pero mientras discute con Kimberly se da cuenta de que los sobrevivientes están muriendo en orden inverso en vez de como estaban destinados a morir, y le advierte que busque "señales" de la muerte. Al regresar a casa, Kimberly se encuentra con el oficial Burke y tiene un presagio de una bandada de palomas atacándola, por lo que ambos se apresuran a salvar a Nora y Tim, los siguientes según el orden de muerte pero llegan demasiado tarde y Tim es aplastado por un panel de vidrio luego de asustar a varias palomas luego de salir del dentista, dejando a Nora devastada. 
Clear por fin se decide a ayudar y deja el hospital para llevar a Kimberly y Burke con el forense William Bludworth, quien les dice que solo la "nueva vida" detiene la muerte, ellos interpretan que, por estar embarazada, Isabella es la portadora de la nueva vida razonando que se salvarán si da a luz sin complicaciones a un niño que no estaba destinado a nacer. Para asegurarse de que Isabella esté a salvo, Burke emite un boletín acusándola de conducir una camioneta robada y es detenida, para así evitar que se ponga en peligro hasta que se reúnan con ella. 
Los demás sobrevivientes se reúnen por su seguridad en el departamento de Burke, donde Clear les explica lo que esta pasando y les propone ayudarse para evitar morir. Eugene se muestra escéptico, mientras que Nora decide rendirse y marcharse para preparar el funeral de su hijo, de inmediato Rory recibe un presagio que señala que Nora peligra si esta cerca de un hombre con ganchos. Al mismo tiempo ella y Eugene toman el ascensor del edificio, el cabello de Nora se enredara en los ganchos de una caja de brazos protésicos de un hombre y su cabeza se atasca en el ascensor que termina decapitándola, dejando a Eugene horrorizado, por lo que intenta suicidarse de un disparo frente al resto, pero ninguna bala percuta correctamente descubriendo que la muerte no les permite fallecer fuera del turno que les corresponde.
Tras ello, el grupo va en busca de Isabella, que ha roto bolsa en la estación de policía, causando que el oficial a cargo la lleve al hospital en su camioneta. En el camino, los sobrevivientes descubren que todos han engañado a la muerte dos veces ya que los accidentes que mataron a los sobrevivientes del vuelo 180 crearon situaciones que, de una u otra manera, evitaron que se vieran involucrados en incidentes donde han de haber muerto. Clear concluye que la razón por la que la muerte está acabando con los supervivientes es porque son anomalías que escaparon de morir en su hora por la interferencia de los sobrevivientes del vuelo y los está matando en orden inverso para corregir la grieta en su plan original cerrando la anomalía desde ambos extremos. También descubren que cuando Burke salvó a Kimberly de morir en la carretera, fue puesta al final de la lista de la muerte, por lo que será la última en morir. 
Al poco tiempo, el auto de Kat sufre una descompostura, lo que los lleva a estrellarse en una granja cercana. La parte trasera del auto es atravesada por tuberías de PVC que hieren mortalmente a Eugene, causando que sea llevado al hospital. Mientras los bomberos llegan al lugar, Brian Gibbons, el hijo de un granjero, casi es atropellado por una furgoneta de noticias a toda velocidad, pero Rory lo salva en el último segundo. Usando unas herramientas hidráulicas de rescate, un bombero accidentalmente activa la bolsa de aire del auto, causando que la cabeza de Kat sea atravesada por una tubería que sobresale del reposacabezas. Su cigarrillo cae de su mano hacia una fuga de gasolina que conduce a la furgoneta de noticias, haciendo que explote y lance una valla de alambre de púas que vuela por el aire, descuartizando a Rory. 
Sabiendo que Eugene es el siguiente en morir, Kimberly, Clear y Burke viajan al hospital, en donde Kimberly tiene otra visión de la doctora Ellen Kalarjian "estrangulando" a Isabella, por lo que centran sus esfuerzos en inmovilizar a la doctora. Cuando la doctora es llamada para atender el parto de Isabella, ellos presencian a Isabella dando a luz y suponen que han engañado a la muerte. Sin embargo, Kimberly tiene dos visiones: una de alguien con las manos ensangrentadas en una camioneta hundiéndose y otra de Isabella revelando que estaba destinada a sobrevivir ilesa al accidente original y por lo tanto su hijo no es la nueva vida que necesitan. 
Clear busca a Eugene, pero accidentalmente causa que su habitación explote por una combustión de oxígeno, matando a ambos. Pronto, Kimberly se da cuenta de que la persona en su visión es ella y sumerge una ambulancia a un lago cercano con el fin de ahogarse; de allí es rescatada por Burke y tras estar clínicamente muerta algunos minutos, es resucitada por la doctora Kalarjian, que era su verdadera premonición, concediéndole así una "nueva vida". 
Algún tiempo después, Kimberly y el oficial Burke comparten un almuerzo con la familia de Brian y el padre de Kimberly. Allí, ellos se enteran de que Brian estuvo a punto de morir cuando su padre les dice que casi fue atropellado por una camioneta, pero Rory lo salvó. Finalmente, el grupo observa una parrilla con un mal funcionamiento, explotando y matando a Brian, cuyo brazo carbonizado aterriza en el plato de su horrorizada madre.

## Reparto
- Ali Larter como Clear Rivers
- A. J. Cook como Kimberly Corman
- Michael Landes como Thomas Burke
- T. C. Carson como Eugene Dix
- Jonathan Cherry como Rory Peters
- Keegan Connor Tracy como Katherine "Kat" Jennings
- Lynda Boyd como Nora Carpenter
- James Kirk como Tim Carpenter
- David Paetkau como Evan Lewis
- Tony Todd como William Bludworth
- Sarah Carter como Shaina McKlank
- Alejandro Rae como Dano Estevez
- Shaun Sipos como Frankie Whitman
- Justina Machado como Isabella Hudson
- Noel Fisher como Brian Gibbons
- Andrew Airlie como Michael Corman
- Enid-Raye Adams como la doctora Ellen Kalarjian

## Producción

### Desarrollo
Destino final fue concebido por los escritores Jeffrey Reddick, James Wong y Glen Morgan de Flight 180, un guion especulativo destinado a The X-Files. La película se estrenó el 14 de marzo de 2008 en Estados Unidos y Canadá, recaudando $10.015.822 en su primer fin de semana y un total de $112.880.294 a nivel internacional. El éxito de la película inspiró al entonces presidente de producción de New Line Cinema, Toby Emmerich, a acercarse a Reddick para una secuela, a lo que él respondió positivamente. Reddick afirmó que "quería ampliar la mitología y no repetir la misma historia otra vez". Por desgracia, Wong y Morgan no estaban disponibles para la producción porque ya habían firmado sus respectivos proyectos, The One y Willard. En cambio, New Line Cinema contrató al director de segunda unidad y coordinador de dobles, David R. Ellis, como director y a los compañeros de redacción, Eric Bress y J. Mackye Gruber como guionistas. Ellis profesó: "La segunda unidad es como una extensión de dirección, estás haciendo grandes secuencias de acción en la película y era algo que estaba buscando. Una vez que recibí la oferta de New Line Cinema y obtuvimos un buen guion, fue como una transición natural". También agregó: "Quería que nuestra película fuera capaz de estar sola, pero vi Destino final para ver lo que hicieron con tanto éxito. Intenté usar algo de eso mientras trataba de mantener una sensación independiente para nuestra película. Tomé lo que funcionó y traté de mejorarlo". Bress dijo: "Queríamos tomar lo que la primera película hizo de manera efectiva, y agregar niveles y capas que saldrían de los personajes. Cuando comenzamos a escribir esto, estábamos tratando de pensar: '¿Cómo podemos hacer que la muerte sea ruda?' y para ser honesto, la primera grieta que tomamos en este guion tuvo que ser controlada". Por otro lado, los productores Craig Perry y Warren Zide de Zide/Perry Productions también regresaron y ayudaron a financiar la película.

### Casting
El protagonista de la primera película, Alex Browning (interpretado por Devon Sawa) fue asesinado fuera de pantalla en la película. Los rumores indicaban que Sawa tenía una disputa contractual con New Line Cinema sobre la deducción de su salario; sin embargo, Perry resolvió el problema con la afirmación de que "tenía todo que ver con la narrativa y nada que ver con dinero o con que Devon no está dispuesto a volver". A pesar de esto, New Line Cinema regresó a Ali Larter para repetir su papel como Clear Rivers. Larter reveló: "Cuando New Line Cinema me pidió que volviera, pensé que era genial. Me mostraron el guion y me dejaron hacer algunas aportaciones, y fue realmente fantástico". Larter indicó que Clear "había llegado a un lugar endurecido y se había metido dentro porque había sentido tanto dolor en su vida. Al tener que ser internada en un hospital psiquiátrico, ha creado una casa segura para que la muerte no pueda atraparla". Tony Todd también reasumió su personaje como el forense William Bludworth. Ellis expresó: "Es el mismo personaje que vimos antes que a la audiencia le encantó".
El papel de Kimberly Corman fue otorgado a la actriz canadiense A. J. Cook, quien previamente protagonizó la película de 2007, The Virgin Suicides. Cook describió su papel como "una chica muy fuerte, muy decidida porque su madre murió un año antes, justo delante de sus ojos, por lo que tuvo que crecer rápido". Ellis describió su papel como "una chica que puede pasar un buen rato porque se van de viaje y van a pasarlo bien, sin embargo, alguien que puede enfrentarse a Clear, venir y desafiar a Clear en una carrera, y molestarse con Clear". Cook añadió que "es raro encontrar a una protagonista femenina fuerte en una película de terror, por no mencionar a Ali". Ellis y Perry estaban asombrados por su sensibilidad y vulnerabilidad en su desempeño, y fue contratada al instante. Perry citó: "Nosotros estábamos al comienzo de lo que iba a ser una carrera larga y exitosa para ella".
Michael Landes, que apareció en la serie de televisión Lois & Clark: The New Adventures of Superman, fue elegido como el oficial Thomas Burke. Landes lo definió como "un tipo realmente agradable y decente que se encuentra con este gran accidente automovilístico y que está muy intrigado para empezar" y como "el tipo que choca con la chica y se vuelve loco como su protector". Ellis señaló que "solo quería encontrar a alguien joven y que pudiera relacionarse con estos niños. No era un hombre mayor, pero aún lo suficientemente fuerte y delicado. Michael trajo este muy buen equilibrio a su parte". Landes fue elegido un día después de su audición, lo que causó problemas en el horario de vuelo en su salida dos días después y la cancelación de sus citas".
La ex estrella de Living Single, T. C. Carson fue contratado como Eugene Dix. Carson identificó su papel como "un tipo de persona muy acorde con el libro, pero pronto cambia de opinión a medida que los cadáveres comienzan a acumularse". El equipo fue seducido por la actuación de Carson, y Bress mencionó que "originalmente el tipo de personaje de Woody Allen que se ha visualizado tiene diez veces más vida que nunca. Tiene diez veces más personalidad, este carisma que T. C. le da... es una gran presencia". Del mismo modo, Perry estaba asombrado de cómo Carson "puede tomar las líneas más absurdas y entregarlas en forma gramatical con sus ojos y su voz profunda".
Jonathan Cherry, quien recientemente había aparecido en la película de 2011, House of the Dead, fue contratado como Rory Peters. Cherry caracterizó a Rory como "algo muy diferente de mí, cuyo arco va desde 'realmente no me importa nada' hasta '¡Dios mío, esto está sucediendo realmente!'". En el guion, Bress dijo que Rory era su personaje favorito para escribir ya que "es un gran alivio cómico, tiene un problema con las drogas, es gracioso, y él es todo eso". Bress se jactó de que "Cherry es increíble, increíble porque es muy gracioso, al igual que la forma en que presenta sus líneas. Es como: 'Oh sí. ¡Eso está bien! ¡Eso es mejor!'". Perry agregó: "Lo que creo que fue sorprendente para él fue que a partir de todo el humor que involucra y el tipo de picazón que tiene con Katherine, hay algunos momentos en los que revela cuán vulnerable es en realidad, por lo que el escudo desciende y está ahí. Realmente te vuelves comprensivo con Rory. Al principio te gusta porque es el tipo gracioso, pero luego te preocupas por él porque te das cuenta de que hay un lugar del que viene el humor que todos compartimos".
La actriz de Blackwoods, Keegan Connor Tracy, interpretó a Katherine Jennings. Tracy afirmó que "Katherine en realidad no se lo cree al principio, pero muy pronto incluso su actitud cínica no puede ignorar la verdad de la situación en la que se encuentran". Perry definió el papel como "alguien que es realmente tan absorta en sí misma que sin ser demasiado maliciosa es increíblemente grosera e insensible a los sentimientos de todos los que la rodean". Perry calificó su actuación como "llena de energía" y "personifica la energía nerviosa autoconsciente de Katherine. Tracy creó un personaje que te desagrada intensamente pero no te desagrada tanto que no entiendes por qué ella es como es".
Terminando el reparto están Lynda Boyd (Rachel Todd en You, Me and the Kids) como la viuda Nora Carpenter y James Kirk (Kyle Morgan en Once Upon a Christmas) como su hijo Tim Carpenter, David Paetkau (Hunter Kerrigan en Just Deal) como el jugador Evan Lewis, Justina Machado (Vanessa Díaz en Six Feet Under) como la embarazada Isabella Hudson, y Noel Fisher (Todd Tolansky en X-Men: Evolution) como el granjero Brian Gibbons. Los actores novatos Sarah Carter, Alejandro Rae y Shaun Sipos fueron contratados como los amigos de Kimberly; Shaina McKlank, Dano Estevez y Frankie Whitman, respectivamente. Andrew Airlie interpretó al padre de Kimberly, Michael Corman, mientras que Enid-Raye Adams apareció como la doctora Ellen Kalarjian.

### Filmación
Del mismo modo que la primera película, la película se rodó en y alrededor de la isla de Vancouver. Perry declaró el motivo de la producción de la película en Columbia Británica: "Conocemos la arena, conocemos a la gente de allí y seamos honestos, hay un enorme incentivo económico para rodar allí. Tuvimos la suerte de contar con Justis Greene, gerente de producción de la unidad, que ha estado trabajando como productor de línea allí por treinta años y que fue capaz de conseguir el mejor equipo que trabaje en la ciudad en este momento. Nos resultó ventajoso en muchos niveles, que era el lugar indicado para esta película". La carretera 19 de Columbia Británica fue utilizada como la ruta 23. La plaza de las naciones fue utilizada como suplente del "Complejo médico Ellis", sitio de la muerte de Tim.
Las escenas de la granja y el lago se filmaron en el río Campbell y el lago Okanagan, respectivamente, aunque se representa en Greenwood Lake, Nueva York. Landes aclaró: "Filmamos parte de ella en el lago donde estaba a 37°, lo que está más allá de un dolor de cabeza. Y la segunda cosa que rodábamos en un enorme tanque donde filmamos toda la secuencia submarina, que estaba en una piscina de 93°". Cook y Landes realizaron sus propias acrobacias en ambas secuencias. Cook divulgó: "Mi mayor temor es quedar atrapada en un auto bajo el agua. Así que fue genial enfrentar mi miedo y todo eso". Landes dijo: "Tomamos un par de lecciones con una guía de buceo para sentirnos cómodos estando bajo el agua y respirando el regulador".
Para evitar confusiones con Cook y Larter, se requirió que Cook tiñera su cabello a marrón para el papel. Cook profesó: "Me gusta ser un camaleón. Te abre mucho más en este trabajo. No te encasillas". Landes también negó conspiraciones sobre la relación de Kimberly y Thomas, articulando: "Es una especie de relación protegida, más como una cosa de hermano/hermana que como un interés amoroso. No querían ir allí, supongo. Siguieron ese camino en un borrador anterior del guion, pero no querían parecer que el policía es como lascivo o algo así. Entonces, lo que tienen ahora, con un poco de suerte, es un poco de química y uno tiene la idea de que a través de la tragedia algo bueno vendrá. Entonces, termina de una manera optimista, que tal vez pueden estar juntos, pero no hay una historia de amor real".

### Efectos
Digital Dimension se hizo cargo de los efectos visuales de la película. El supervisor de CG, Jason Crosby, señaló que su estudio fue seleccionado principalmente para la secuencia de la carretera después de que el equipo se dio cuenta de que los troncos reales solo rebotaban a una pulgada de la carretera cuando caían de un camión maderero. Crosby indicó: "Les preocupaba cómo iban a hacer que ocurriera el accidente, sin saber si el CG funcionaría. El momento fue excelente porque acabábamos de terminar una prueba de nuestros troncos de CG que rebotaban en la carretera. Enviábamos una cinta a Vancouver y después de verla, el equipo estaba convencido de que cualquiera de las tomas de troncos se podía hacer con CG. Comenzó con I+D en la dinámica. Se escribieron guiones para ayudar a administrar las simulaciones dinámicas con números del mundo real de gravedad, densidad, etc.. Los resultados fueron notablemente similares a los troncos originales de Vancouver, un testimonio de la precisión del software y los datos que habíamos recopilado, sin embargo, a los troncos todavía les faltaba el 'instinto asesino de saltar por los parabrisas' que estábamos buscando. Al modificar los parámetros, convencimos a los troncos para que desempeñaran un papel mucho más animado". El director técnico James Coulter agregó el seguimiento creativo en 3D de tomas rápidas, desenfoque de movimiento y filtros como polvo, niebla, losas de corteza, cadenas rotas y otros desechos. El artista digital Edmund Kozin manipuló fotos de alta resolución que se unieron cuidadosamente para lograr una textura realista entre los 22 troncos de CG de la película. También se consideraron la física como la velocidad y la altura del camión maderero, la longitud y el ancho de los troncos, el tipo de madera y la densidad de un abeto de Douglas.
A pesar de esto, no hay autos CG incorporados en la película. Crosby reconoció: "Era una posibilidad al principio, así que hicimos algunas pruebas dinámicas usando los troncos como cuerpos rígidos para golpear autos con deformadores corporales blandos, pero cuando terminaron de caerse no terminaron necesitando ningún auto CG". Moldes de los actores también fueron usados para todas las escenas de muerte, incluido el escenario de la carretera. Landes experimentó claustrofobia durante el procedimiento. También se usó sangre falsa pero también se mostró sangre CG.

### Música

#### Banda sonora
Al igual que su predecesor, ningún álbum oficial acompañó la película; sin embargo, hay diez canciones en la película y dos vídeos musicales incluidos en su posterior lanzamiento casero. Dos sencillos de The Sounds, Dance with Me and Rock 'n Roll, fueron promocionados en el estéreo del auto de Kimberly. Además de esto, el vídeo musical de Seven Days a Week acompañó el DVD de la película. Middle of Nowhere de The Blank Theory se escuchó en la radio del auto de Evan y se insertó en el DVD junto con su vídeo musical. Rocky Mountain High de John Denver fue cubierto dos veces en los créditos finales por Pete Snell y Jude Christodal. Christodal también colocó My Name is Death durante la muerte de Brian y los créditos finales. Otras canciones integradas fueron Highway to Hell de AC/DC (en la radio del auto de Kimberly), Jon F. Hennessy de FT (en la radio del auto de Rory), Vitamin de Incubus (durante el incendio del departamento de Evan) y I Got You de Hed PE (durante la fiesta de Rory).

#### Partitura
La partitura original de la película fue la partitura promocional conducida por la compositora ganadora del premio Daytime Emmy, Shirley Walker. Aunque no fue lanzada oficialmente, fue puesta a disposición junto con la partitura original de Willard, el 27 de septiembre de 2011.
La partitura recibió críticas positivas entre los comentaristas. Robert Koehler de Variety aplaudió que "la partitura de Shirley Walker muestra una comprensión completa de sacudidas de terror". Pete Roberts de DVDActive admiraba la partitura como "de primera clase". Anthony Horan de DVD.net Australia le dijo a los lectores "subir el volumen y prepararse para una fiesta sónica". No obstante, Chris Carle de IGN Movies señaló que "si bien la partitura no es nada que recordarás, hace el trabajo bien".

## Lanzamiento

### Medios caseros
La película fue lanzada en DVD el 19 de julio de 2003. El DVD incluye características adicionales que incluyen un comentario de audio, seis escenas eliminadas, tres documentales, dos vídeos musicales, tres tráileres, menús interactivos y subtítulos. El comentario de audio presenta a Ellis, Perry, Bress y Gruber proporcionando información sobre la realización de la película y sus intenciones en general. Las escenas eliminadas son un interrogatorio con el esposo de Isabella, Marcus Hudson (interpretado por Roger Cross), una conversación entre Eugene y Nora, una persecución en auto con respecto a la imprudente conducción de Kimberly, el encuentro de Eugene con la muerte en el hospital, y versiones extendidas del interrogatorio de Kimberly en la estación de policía y el encuentro con Bludworth. El primer documental titulado Bits & Pieces: Bringing Life to Death tiene una duración de media hora y recuerda la historia de las películas gore, además de las cuentas en relación con los efectos visuales de la película. El segundo documental titulado Cheating Death: Beyond and Back tiene una duración de 18 minutos y muestra personas relatando sus propias experiencias de la vida real con la muerte. El tercer documental, The Terror Gauge, es un sistema de prueba de detección de la película en el que los espectadores son sometidos a un examen biológico y neurológico por la doctora neurofisióloga Victoria Ibric. También se incluyen el juego interactivo Choose Your Fate, los vídeos musicales de Middle of Nowhere de The Blank Theory y Seven Days a Week de The Sounds, los tráileres teatrales de la película y su antecedente, además de curiosidades informativas proporcionadas.

## Recepción

### Taquilla
La película fue estrenada el 31 de enero de 2003 en 2.834 salas de cine en los Estados Unidos y Canadá, ganando $16.017.141 en su primer fin de semana con un promedio de $5.651 por cine. Destino final 2 se ubicó en el segundo puesto en la taquilla de Estados Unidos en su fin de semana inaugural, solo $200.00 detrás de la película de suspenso, The Recruit, que se estrenó ese mismo día, siendo protagonizada por Al Pacino y Colin Farrell, obteniendo $16.302.063 en el país. La película cayó al quinto puesto el siguiente fin de semana y descendió al séptimo puesto en su tercer fin de semana durante el día de los presidentes. La película se retiró de la lista en su cuarto fin de semana hasta su última presentación en 42 cines en su décimo sexto fin de semana, recaudando $27.585 y ubicándose en el sexagésimo quinto puesto. Destino final 2 recaudó $46.961.214 en los Estados Unidos y Canadá en su proyección total y obtuvo $43.465.191 en otros territorios, con un total de $90.426.405 a nivel internacional, por lo que es la película de menor recaudación en la franquicia.
En comparación con su precursor, Destino final ocupó el tercer puesto en su fin de semana inaugural con un valor neto de $10.015.822 que es $6 millones menos que el primer fin de semana de Destino final 2 en el segundo puesto. La película anterior recibió $53.302.314 en el país a lo largo de su ciclo de 22 semanas, $64 millones más que los ingresos brutos de su secuela durante su presentación de 16 semanas. Destino final acumuló $59.549.147 en otros países y $112.802.314 en general, obteniendo $16 millones y $22 millones más que Destino final 2 en ese orden.

### Crítica
De forma análoga a su precursor, la película recibió críticas generalmente mixtas de los críticos. Rotten Tomatoes informó que el 48% de los críticos le dieron comentarios positivos a la película basados en 111 reseñas, con una calificación promedio de 5/10. El consenso de opinión del sitio es que "esta secuela es un poco más que una excusa para escenificar escenas elaboradas y sangrientas de personajes asesinados". En Metacritic, que asigna una calificación normalizada de 100 a las reseñas de críticos importantes, la película tiene una puntuación promedio de 38 basada en 25 reseñas. El 14 de junio de 2010, Nick Hyman de Metacritic incluyó a Destino final 2 en el editorial del sitio web, Quince películas en las que los críticos se equivocaron, señalando que "las elaboradas piezas de suspenso y acción de las dos primeras películas son más impresionantes que la mayoría".
Críticas negativas condenaron el argumento, la actuación y el guion de la película. Roger Ebert del Chicago Sun-Times se quejó de que "tal vez las películas son como la historia y se repiten, primero como tragedia, luego como farsa". James Berardinelli de ReelViews enfatizó que "la película exige una credulidad completa y una atención vacía para trabajar en cualquier nivel". Claudia Puig de USA Today se quejó de cómo "hay una audiencia para una película en la que personas inocentes sufren horribles muertes accidentales es bastante preocupante, pero un grupo de personas creativas que eligió dirigir sus energías en este espectáculo repulsivo simplemente provoca disgusto". Justine Elias de The Village Voice afirmó que "este thriller risible es simplemente una sádica serie de premoniciones mal interpretadas y viles asesinatos". David Grove de Film Threat declaró que "no tenía mucho miedo por algo en Destino final 2, que es tonta e ilógica". Jeff Vice de Deseret News censuró "ni siquiera meterse en el horrible guion o en las terriblemente horribles actuaciones"; mientras que Bruce Fretts de Entertainment Weekly mencionó que "todo lo demás sobre la película también es mortal".
Por el contrario, otros críticos aplaudieron el tema cómico de la película. A. O. Scott de The New York Times impartió "no es tan descarada como las películas de Scream o la franquicia de Evil Dead, pero al igual que esas películas, reconoce la estrecha relación entre el susto y la risa, y dispensa a ambos de forma gratuita y sin pretensiones". C. W. Nevius de San Francisco Chronicle comunicó que es "más divertida que la original". Maitland McDonagh de TV Guide pronunció "si esta es tu idea de diversión, da un paso adelante". William Arnold de Seattle Post-Intelligencer lo encontró como "una serie de bocetos de Grand Guignol interpretados con risas malintencionadas". Marc Savlov de Austin Chronicle admiraba que "sorprendentemente, es una buena diversión para la cosecha actual de películas de terror, razonablemente bien tramada y llena de asombrosos sustos de nudillos blancos. Dicho esto, definitivamente no es para los más aprensivos ni para los que se ofenden fácilmente". Nev Pierce de BBC vio que "es simple, pero efectiva"; mientras que Sheila Norman-Culp de The Atlanta Journal-Constitution proclamó que "lo que Destino final hizo por el miedo a volar, Destino final 2 lo hace por el miedo a conducir".
Entre el reparto, T. C. Carson, Jonathan Cherry, A. J. Cook, Michael Landes, Ali Larter y Tony Todd fueron prominentes en el análisis de sus actuaciones como Eugene Dix, Rory Peters, Kimberly Corman, Thomas Burke, Clear Rivers y William Bludworth, respectivamente. Koehler de Variety dijo que "Carson, como el escéptico Eugene, da energía a lo que había sido una concepción rutinaria en la página"; "Cherry ofreció un poco de equilibro cómico seco"; Larter fue una "pequeña luz fundida"; Todd fue malgastado por su "escena única y claramente plana"; y "la comprensión borrosa de las emociones de Cook delata el aparente desinterés de Ellis en sus actores". Grove de Film Threat criticó a Cook, diciendo que "ella no es una gran actriz, pero es una verdadera actriz" y se burló de eso "desde cuándo una película de terror sufrió al tener dos rubias tontas como protagonistas", refiriéndose a Larter, quien "se pasa toda la película luciendo miserable con su actuación frígida". Dustin Putman de TheMovieBoy.com comentó que "Cook es útil como Kimberly alimentada por la premonición, pero no evoca suficiente emoción en las escenas posteriores a la brutal muerte de sus amigos cercanos". Robin Clifford de Reeling Reviews declaró que "Cook fue estridente como el catalizador que desencadena eventos con sus premoniciones de desastre y su ferviente deseo de engañar a la muerte" mientras que Larter estaba "dando la inteligente ventaja que su personaje necesita"; mientras Brett Gallman de Oh, The Horror! afirmó que Larter "es nuevamente el punto brillante", junto con Cook y Landes que fueron "útiles como candidatos" y Todd "cuyo propósito aún no se ha revelado en la franquicia".
Audiencias encuestadas por CinemaScore le dieron a la película una calificación promedio de "B+" en una escala de A+ a F.

### Premios
Al igual que su predecesora, la película fue nominada para el Saturn a la mejor película de terror en 2004, así como para "Mejor película de terror/thriller" en los Teen Choice Awards de 2003; asimismo, la película perdió contra 28 Days Later y The Ring, respectivamente. En el cuarto Golder Trailer Awards, la película fue votada para el Golden Fleece, pero perdió ante la película de surf, Blue Crush. Además, la Colisión de la ruta 23 fue nominada a la Mejor secuencia de acción en los MTV Movie Awards en 2003, pero perdió ante la Batalla del abismo de Helm de El Señor de los Anillos: las dos torres, otra película de New Line Cinema.
La escena de la carretera fue considerada por Grove de Film Threat como "un monumento a los autos destrozados, objetos voladores y metales chamuscados" y Garth Franklin de Dark Horizons como "absolutamente espectacular". Anne Billson de Guardian.co.uk la consideró como "una de las secuencias más terroríficas que he visto, más efectiva para estar basada en la realidad: pocos conductores no han sentido esa angustiosa ansiedad cuando la carga mal asegurada del camión frente a ellos comienza a tambalearse".
La escena del accidente de la ruta 23 fue incluida en la lista de los mejores accidentes automovilísticos o escenas de desastre de Screen Junkies, Made Man, Unreality Magazine, All Left Turns, Chillopedia, Filmstalker, io9, UGO Entertainment, Filmcritic.com, y New York Magazine. Filmsite.org incluyó todas las muertes en su lista de Mejores escenas de muertes cinematográficas. La muerte de Tim Carpenter entró en los listados de las muertes más impactantes en películas: George Wales de Total Film (vigésimo octavo puesto), James Eldred de Bullz-Eye.com (vigésimo puesto), y Jeff Otto de Bloody Disgusting (noveno puesto).